# Xinli, Chongqing
Xinli (kinesiska: 新立) är en köping i sydvästra Kina. Den ligger i Zhong härad i storstadsområdet Chongqing, omkring 130 kilometer nordost om det centrala stadsdistriktet Yuzhong. Antalet invånare är 32 296. Befolkningen består av 16 203 kvinnor och 16 093 män. Barn under 15 år utgör 19,0 %, vuxna 15-64 år 64 %, och äldre över 65 år 16,0 %.